# Петти-офицер III класса

Нашивка петти-офицера III класса ВМС США и Береговой охраны

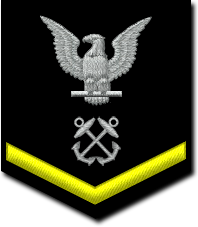
Нашивка петти-офицера III класса ВМС США с золотым шевроном за безупречную 12-летнюю службу на флоте

Петти-офицер III класса (англ. Petty Officer Third Class) (PO3) — воинское звание петти-офицеров из состава военно-морских сил США и Береговой охраны США. Воинское звание петти-офицера III класса также существует в Кадетском корпусе ВМС США.
В Военно-морских силах США это звание относится к четвёртой ступени военной иерархии (E-4), ниже звания петти-офицер II класса и выше звания матрос.
В в других видах Вооружённых сил США звание петти-офицера III класса соответствует следующим званиям: специалист или капрал — в армии США, старший рядовой авиации — в ВВС США, капрал — в Корпусе морской пехоты США.

## Петти-офицер III класса
В Военно-морских силах США каждый петти-офицер, в зависимости от специальности или специализации на боевом корабле и т. д., имеет особое официальное сокращение к своему званию, например, «AB» для боцманов-контроллеров палубной авиации, «EA» для специалистов инженерной помощи, «HM» для медицинского персонала флота или «IS» для петти-офицеров разведывательной службы флота. В сочетании со званием петти-офицера, это сокращение даёт представление о полном звании военнослужащего, например «LS3» — техник логистики флота третьего класса.
Продвижение по службе военнослужащего ВМС или Береговой охраны осуществляется на общих правилах, которые одинаковы для петти-офицеров всех классов.
Максимальный срок пребывания на должности петти-офицера III класса в ВМС определён в 8 лет (по суммарной выслуге лет). Если петти-офицер III класса не получил продвижения по службе на должность, соответствующую званию петти-офицера II класса, он увольняется в запас с действительной службы в ВМС, либо переводится в Резерв ВМС.

## Знаки различия
Знаком различия для петти-офицера III класса является нарукавная нашивка с орлом, которая размещена выше эмблемы специалиста и одной ленты-шеврона. На белых мундирах орёл, эмблемы специалиста флота и шеврон тёмно-синего цвета. На тёмно-синей (черной) форме, орёл и эмблемы специалиста флота белые, и шеврон красного цвета. Если петти-офицер прослужил в военно-морском флоте 12 лет и более и имеет отличное поведение, то на нарукавной нашивке он носит золотой шеврон. Береговая охрана не использует золотые шевроны.
На рабочей форме одежды, а также на камуфлированной форме ВМС, отсутствуют эмблемы специалиста флота, а знаки различия исполняются в приглушённых тонах без цветных отрезков.